# Reslizumab
Reslizumab, vendido sob a marca Cinqair, entre outros, é um medicamento usado para asma eosinofílica não controlada através de outras medidas. É administrado por injeção numa veia. O uso não é recomendado na Escócia devido à falta de evidências sobre o seu custo benefício.
Os efeitos secundários comuns incluem rinite alérgica, falta de ar e danos musculares. Outros efeitos secundários podem incluir cancro e anafilaxia. É um anticorpo monoclonal que se liga e bloqueia a interleucina-5 (IL-5).
O reslizumab foi aprovado para uso médico nos Estados Unidos e na Europa em 2016. Nos Estados Unidos, um frasco de 100 mg custava cerca de 1050 dólares em 2021. Esse valor no Reino Unido custava ao NHS cerca de 500 libras.